# Lophothericles alfa
Lophothericles alfa är en insektsart som först beskrevs av Kevan, D.K.M. 1954.  Lophothericles alfa ingår i släktet Lophothericles och familjen Thericleidae. Inga underarter finns listade i Catalogue of Life.